# Fondazione (romanzo)
Fondazione è un romanzo di fantascienza del 1951 scritto da Isaac Asimov, pubblicato in Italia anche con i titoli di Cronache della Galassia e Prima Fondazione.
È il primo libro del Ciclo delle Fondazioni in ordine di scrittura, anche se non in ordine cronologico e con Fondazione e Impero e Seconda Fondazione forma la cosiddetta Trilogia della Fondazione, saga che valse ad Asimov il premio Hugo nel 1966 come miglior ciclo fantascientifico. Si tratta in realtà di una serie di storie brevi apparse in origine sulla rivista statunitense Astounding Science-Fiction, più un primo capitolo scritto appositamente. Le singole storie sono indipendenti, ma seguono lo stesso filo conduttore.

## Titoli originali
- The Psychohistorians (scritto nel 1951 per l'edizione in volume)
- Foundation (maggio 1942), The Encyclopedists (edizione in volume, 1951)
- Bridle and Saddle (giugno 1942), The Mayors (edizione in volume, 1951)
- The Wedge (ottobre 1944), The Traders (edizione in volume, 1951)
- The Big and the Little (agosto 1944), The Merchant Princes (edizione in volume, 1951)

## Trama
La storia è ambientata nella nostra Galassia, in un futuro remoto e si suddivide in cinque parti, per un totale di 47 capitoli. Ognuna, esclusa la prima e la quarta, è caratterizzata da una crisi, denominata Crisi Seldon. Con questo nome si identificano dei periodi critici previsti dallo scienziato Hari Seldon attraverso la psicostoria, scienza da questi sviluppata e in grado di prevedere statisticamente il futuro. L'intreccio del libro si snoda per i primi duecento anni.

### Prologo
Trantor, capitale dell'Impero Galattico, è una metropoli che copre un intero pianeta. Gaal Dornick, matematico, vi giunge per incontrare Hari Seldon, il primo e il più grande psicostoriografo vivente. Utilizzando complesse funzioni matematiche e calcoli statistici, applicati alla Sociologia e la Storiografia, Seldon è giunto alla conclusione che l'Impero sia in rapido decadimento e in pochi secoli si giungerà a un periodo di barbarie, che si stima possa durare trentamila anni. Nel tentativo di ridurre questo interregno ad appena mille, Seldon, che a causa di tali previsioni, è stato accusato di propaganda sovversiva e, quindi, arrestato e sottoposto a processo insieme al suo collega, propone alla corte giudicante, di istituire una comunità di scienziati per la creazione di un'Enciclopedia galattica, allo scopo della preservazione della conoscenza. Linge Chen, ufficialmente il presidente della Sicurezza ed ufficiosamente sovrano assoluto, riceve privatamente gli imputati proponendo loro, in alternativa all'esecuzione capitale, che lo scienziato e i colleghi operino in un pianeta situato all'estrema periferia della Galassia chiamato Terminus. Seldon accetta l'esilio. Come spiega in seguito a Dornick, esso fa parte del suo piano e altro non è che una serie di passaggi di un percorso storico, caratterizzato dal superamento di una serie di Crisi Seldon, che porterà in futuro a realizzare un più solido e duraturo impero.

### Prima Crisi: Salvor Hardin
Sono trascorsi cinquant'anni. La comunità degli Enciclopedisti, ovvero coloro che lavorano alla compilazione dell'Enciclopedia Galattica, sta colonizzando l'arido pianeta Terminus. La comunità è diretta da Lewis Pirenne, orgoglioso del completamento del primo di una lunga serie di volumi. Il resto della popolazione ha un referente politico, un Sindaco eletto con regolari elezioni: Salvor Hardin. Abile e tenace, egli riesce ad entrare nel Consiglio della Fondazione, posizione fondamentale per ottenere una soluzione semplice e indolore per la prima crisi che deve affrontare la comunità.
Il vicino pianeta Anacreon, divenuto regno indipendente, mira al vassallaggio di Terminus, dal momento che non si trova più sotto l'egida politica e militare dell'Impero, nonostante le rassicurazioni puramente verbali dell'ambasciatore in visita.
Merita menzione il personaggio affettato di Lord Dorwin, per la sua subdola abilità nell'eludere qualsiasi questione e nel suo interesse meramente filologico sull'origine dell'Umanità, localizzata secondo gli studiosi antichi tra il Sole, Alfa Centauri e Sirio, senza escludere il sistema della stella Arturo, queste ultime due inabitabili.
Il corso degli eventi conferma ad Hardin quanto il Consiglio degli Enciclopedisti sia inadatto a guidare Terminus: i suoi componenti sono tutti individui totalmente incapaci di prendere reali decisioni, riuscendo solo ad affidarsi all'intervento o alla guida di figure autoritarie presenti (l'Imperatore) o passate (Hari Seldon), quindi, di fatto, essi restano totalmente passivi di fronte ai problemi che vengono loro presentati.
La Fondazione detiene tuttavia le conoscenze dell'energia atomica, delle quali i potenziali invasori sono praticamente sprovvisti, avvalendosi oramai di un numero limitato di antichi impianti. Il solo menzionarla ad Haut Rodric, messo di Anacreon, permette ad Hardin di valutare la situazione e trovare una soluzione accettabile, nonostante la vulnerabilità di Terminus. Il Consiglio assiste alla visione della registrazione olografica di Hari Seldon, oramai morto, il quale a sua volta svela il reale obiettivo della creazione della Fondazione.
L'Enciclopedia è un puro espediente per portare uomini di Scienza in una zona remota del cadente impero e ricreare i germi del sapere nei regni divenuti indipendenti. Il periodo di barbarie, come dimostrano le crisi successive, si basa su una graduale perdita delle conoscenze ed un uso puramente empirico della tecnologia: oramai, qualsiasi macchinario complesso, che sia un'astronave o un generatore atomico, è talmente ben progettato da poter funzionare a pieno regime, e senza dover essere riparato o richiedere manutenzione, per un periodo anche molto superiore alla durata di una vita umana; quindi, le conoscenze necessarie a utilizzarli non solo empiricamente sono, ormai, presenti solo su Terminus.  
Seldon accenna ad una Seconda Fondazione situata al capo opposto della Galassia. Questa scoperta vince lo scetticismo degli Enciclopedisti, spingendoli a fare a meno dell'Impero Galattico oramai remoto e confidando finalmente sulle proprie forze. Hardin, coadiuvato dal suo "braccio destro", il militare Yohan Lee, prende il potere con un colpo di Stato pacifico e accettato dal popolo.

### Seconda Crisi: il Potere Spirituale
(Salvor Hardin)
Trent'anni dopo la prima Crisi, sfruttandone la posizione strategica, Terminus fornisce tecnologia avanzata ai regni confinanti e senza distinzioni. Nel frattempo si è creato spontaneamente un vero e proprio culto mistico intorno alla Scienza, con tanto di gerarchia ecclesiastica.
Così ben radicata nel tessuto sociale dei pianeti, la corporazione legittima i regnanti provvedendoli di artifici che conferiscono loro un'aura mistica. Wienis, un anziano principe reggente assai ambizioso, amministra il regno di Anacreon e prepara una guerra contro la Fondazione, quale rivincita dello smacco subito trenta anni prima, che aveva di fatto asservito il regno alla stessa Fondazione. Su Terminus, nel frattempo, va guadagnando consensi un partito di opposizione, critico verso la condotta diplomatica di Hardin ritenuta immobilistica, rea di aver posto Terminus in una posizione di presunta vulnerabilità.
Hardin giunge su Anacreon per l'incoronazione dell'erede al trono ma viene arrestato dal reggente Wienis, il quale a sua volta ha inviato verso Terminus la sua flotta di astronavi. Hardin tuttavia, ha organizzato delle contromisure con abilità e tempismo: tramite il sommo sacerdote di Anacreon, Hardin "scomunica" il potere temporale interrompendo ogni approvvigionamento e servizio alla popolazione, scatenando sommosse. Al tempo stesso Aporat, il cappellano sulla nave ammiraglia, ordina l'ammutinamento di tutta la flotta, scongiurando così l'attacco a Terminus, giudicato un orribile sacrilegio.
Salvor Hardin: Mio caro Wienis, per chi credete che le tenga in serbo?»
(Wienis e Salvor Hardin)
Inizia quindi una vera rivoluzione in tutto Anacreon, dove tutti gli impianti energetici, controllati dal clero, vengono spenti e così il popolo, alla notizia di come il principe reggente sia la causa di tutto, assalta il palazzo imperiale. Sconfitto, Wienis si suicida, mentre il giovane neo-imperatore assiste impotente.
Da questo, deriva il consolidamento della posizione della Fondazione. L'apparizione di Seldon nella Volta del Tempo ne attesta il ruolo egemone tramite la religione e il Potere Spirituale sugli altri pianeti ma ricorda come essi siano efficaci per la difesa della Fondazione, ma non altrettanto per la conquista. 
Sarà la prossima crisi a porre in evidenza i limiti di una così stretta unione tra religione e conoscenze scientifiche.

### Intercrisi: il pasticcio di Askone
Per espandere la propria influenza, la Fondazione promuove una nuova figura, non facente parte del clero, quella dei Mercanti, ai quali viene imposto di introdurre il culto dell'energia atomica nei nuovi pianeti.
Uno di essi, Limmar Ponyets, deve affrontare una rischiosa operazione, andare in soccorso di Eskel Gorov, imprigionato su Askone; e su cui pende la pena capitale. Agente della Fondazione in incognito, Gorov giunge sul barbaro pianeta per introdurre tecnologia e il culto religioso annesso. Il fondamentalismo del regime teocratico di Askone, tuttavia, proibisce per timore superstizioso l'utilizzo dei macchinari atomici.
Il messo, tratta con il sovrano a proprio rischio, per convincerlo a rilasciare Gorov in cambio di una dimostrazione di un piccolo strumento in grado di convertire del metallo vile in oro, quale tributo per la divinità locale. Pherl, giovane ed ambizioso consigliere, lavora in segreto con il mercante per acquisire ricchezza tramite il marchingegno, invero poco efficace, per una sua scalata al trono. Ponyets, molto astuto, lo ha munito di microspia e con ciò può ricattare il notabile in cambio di un carico di stagno dalle miniere askoniane.
Il successo di questa impresa e il superamento di questa crisi, sta però alla base delle diffidenze che, successivamente, incontrerà la Fondazione nella sua successiva fase di espansione, portando all'ultima Crisi Seldon dei suoi primi 150 anni di vita.

### Terza Crisi: Hober Mallow
Alcune navi della Fondazione sono scomparse, probabilmente sequestrate dal pianeta Korell, una sedicente repubblica popolare il cui leader Commodoro Asper, è dittatore dispotico.
Il segretario del sindaco Jorane Sutt, che teme di essere di fronte ad una Crisi Seldon, invia il mercante Hober Mallow sul pianeta in missione di ricognizione. Sebbene titubante, Mallow si imbatte in Jaim Twer, che si presenta come mercante e che vorrebbe proporlo per il Consiglio in un partito che dovrebbe raccogliere i migliori esponenti della categoria. Mallow, allora, gli propone di andare con lui sul pianeta Korell e così, a bordo della Far Star e con il suo fidato equipaggio, Mallow e Twer vanno alla volta del pianeta.
Il primo problema che devono affrontare è direttamente legato ai fatti avvenuti su Askone: dopo quell'intrusione della Fondazione nella politica e nella religione locale, molti pianeti, e Korell in testa, dichiarano fuori legge i preti della Fondazione impedendo loro l'accesso, pena la morte. Giunti su Korell, dopo giorni di attesa, l'equipaggio della Far Star lascia entrare un sacerdote della Fondazione, un tale Jord Parma, che asserisce di trovarsi in quella porzione di spazio, in barba alle convenzioni tra Terminus e Korell, per catechizzare i barbari di quel pianeta. Dopo nemmeno mezz'ora giunge allo spazioporto una folla di gente urlante che chiede, per linciarlo, che gli venga consegnato il prete. Mallow, con fermezza e andando contro lo stesso consiglio di Twer, consegna loro il prete e dopo pochi minuti gli viene una convocazione ufficiale per parlare con il Commodoro.
È solo l'inizio di una serie di vittorie per Mallow: entrato con questa mossa nelle grazie del Commodoro stesso, con la scusa di presentargli nuovi macchinari atomici per migliorare la produzione, inizia a guardarsi intorno e scopre che, in realtà, Korell è aiutata militarmente dall'Impero stesso. Infatti la moglie di Asper è, in realtà, la figlia di uno dei tanti Viceré imperiali. Concluso l'affare e scritta una relazione da presentare a Sutt, Mallow si avventura entro i confini dell'Impero, su Siwenna, uno dei pianeti della turbolenta periferia.
Qui incontra l'ospitalità di Onum Barr, anziano esponente della resistenza locale contro i cosiddetti Viceré, gli usurpatori che hanno preso il potere in quel settore approfittando della debolezza dell'Impero. Seguendo i suoi consigli, Mallow riesce ad entrare in contatto con un tecnico di un impianto nucleare, scoprendo l'arretratezza in campo scientifico evidenziata dalle profonde lacune degli stessi tecnici nel comprendere i macchinari che utilizzano, un'incompetenza diffusa oramai in tutto l'Impero. Le macchine utilizzate si auto-alimentano e auto-mantengono da generazioni, pertanto le conoscenze su come mantenerli in funzione, o ripararli in caso di guasto, sono state perse da tempo. Dopo aver appurato che l'Impero non capisce più il funzionamento delle tecnologie che utilizza, Mallow riparte. 
Mallow torna su Terminus, dove si prepara ad una strenua battaglia contro Sutt, che lo accusa di aver mandato a morte certa un sacerdote della Fondazione. In realtà Sutt sa benissimo che l'innocenza di Mallow verrà provata, ma il processo sarà un colpo all'immagine e alle aspirazioni politiche del mercante per aver instaurato traffici con Korell senza l'introduzione della religione di Stato, come consuetudine.
Durante il processo però, con l'appoggio del fidato Ankor Jael, Mallow riesce a ribaltare il risultato, vincendo su tutti i fronti: prima dimostra che Twer non è altro che un uomo di Sutt, infiltrato nel suo equipaggio per controllarlo ed indurlo a fare un passo falso, e poi conquista la giuria e la folla smascherando il prete fuggiasco, rivelando come questi, in realtà, fosse un agente della Polizia Segreta di Korell. Superato con successo questo ostacolo e vinte le successive elezioni a sindaco (primo non di Terminus ad essere eletto a tale carica), Mallow consolida il commercio con Korell creando così le basi per il successivo impero economico della Fondazione. Tale politica può sembrare controproducente, in quanto l'aiuto tecnico ed economico fornito dalla Fondazione consente a Korell di rinforzarsi, diventando una minaccia, ma in realtà, ciò che accade realmente, è che Korell è diventato estremamente dipendente dalle importazioni. In caso di conflitto, i rapporti commerciali tra i due pianeti si interromperanno e quindi, su Korell, scoppierà una crisi economica che non solo immobilizzerà le sue forze armate, ma aizzerà gli animi dei Korelliani contro lo stesso Commodoro quando, a causa delle sue azioni, il benessere fino ad allora assicurato dal commercio con la Fondazione avrà termine. Inoltre, non c'è pericolo che l'Impero prenda il posto della Fondazione come supporto tecnico ed economico: come Mallow ha verificato su Siwenna, i tecnici dell'impero non sono nulla di più di custodi che, a parte piccoli lavori di monitoraggio, non hanno la minima idea del vero funzionamento dei macchinari assegnatigli, quindi non solo non saprebbero che fare in caso di guasto, ma non sarebbero neanche in grado di costruirne di nuovi. Al contempo, combattere a viso aperto contro Korell sarebbe una pazzia, perché anche se la Fondazione sarebbe in grado, grazie alla propria tecnologia, di sconfiggerlo, comunque, se ci riuscisse, rischierebbe di mettere in allarme l'Impero che, se decidesse di essere in pericolo e muovesse guerra anche lui, sarebbe la fine: anche se la superiorità tecnologica della Fondazione è sicura, comunque l'Impero può ancora contare sulla forza dei numeri.
Mallow prova a spiegare a Sutt il proprio piano, ma questi rifiuta di appoggiarlo, convinto di poterlo ancora sconfiggere grazie alla propria influenza sul clero. Il sindaco, allora, lo fa arrestare e, in privato, rivela a Jael un dettaglio non precisato all'ecclesiastico: il controllo economico che Mallow esercita su Korell lo esercita anche sulla Fondazione stessa, quindi laddove la propaganda di Sutt avrà successo, Mallow si assicurerà che si accompagni anche a improduttività economica e, in breve tempo, saranno gli stessi cittadini a rivoltarsi contro Sutt e i suoi seguaci. Il periodo in cui il potere della Fondazione era in mano al clero è finito. 
Come Mallow aveva previsto, allo scoppio della guerra, la Fondazione si limita a mettere fine ai commerci e così, dopo tre anni di immobilismo, la crisi economica che colpisce Korell obbliga il Commodoro Asper a dichiarare la sconfitta.
Mallow conquista così potere e gloria, consapevole di chiudere una fase aprendone una nuova, forse meno felice ma perfettamente in linea con il Piano Seldon per la futura ricostruzione dell'impero.

## Edizioni
- Isaac Asimov, Foundation, 1951.
- Isaac Asimov, Cronache della Galassia, traduzione di Cesare Scaglia, collana Urania n° 317 bis, Arnoldo Mondadori Editore, 1963,  p. 183.
- Isaac Asimov, Fondazione, traduzione di Roberta Rambelli, Enciclopedia della Fantascienza 3 (Imperi Galattici. L'epica fantascientifica 1923-1978), Fanucci Editore, 1978.
- Isaac Asimov, Prima Fondazione, traduzione di Cesare Scaglia, in Trilogia della Fondazione (contiene anche Fondazione e Impero e Seconda Fondazione), collana Oscar Grandi Classici n° 92, Arnoldo Mondadori Editore, 2004,  p. 208, ISBN 88-04-52864-8.